# Strada Ermou (Atena)

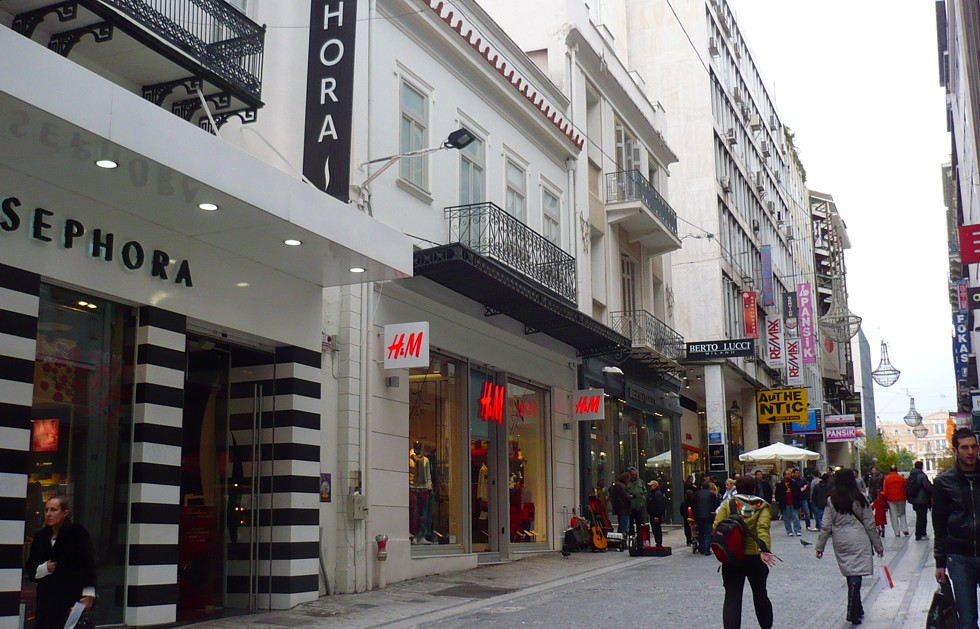
Porțiune în apropiere de Piața Syntagma. Clădirea Parlamentului se află în dreapta.

Strada Ermou (în greacă Οδός Ερμού, Odos Ermou, „Strada Hermes”) este o stradă lungă de 1,5 kilometri din centrul orașului Atena, Grecia, ce face legătura între situl arheologic Kerameikos și Piața Syntagma prin Monastiraki, Psiri și Thiseio.
Ea este formată din trei secțiuni: estică (de la strada Filellinon către strada Aiolou, aprox. 700 m lungime), care este o zonă pietonală și strada comercială cea mai cunoscută și mai aglomerată a orașului, mijlocie (de la strada Aiolou către strada Agion Asomaton) și vestică (de la Agion Asomaton către strada Peiraios), tot o zonă pietonală.
Având magazine de modă și centre comerciale ce distribuie mărfuri produse de firmele cele mai renumite pe plan internațional, ea se află între cele mai scumpe cinci străzi comerciale din Europa și între cele mai scumpe zece străzi comerciale din lume. Aflată în apropiere, clădirea renovată a Fondului Armatei din strada Panepistimiou conține magazinul de lux "Attica" și mai multe magazine ale designerilor celebri. 

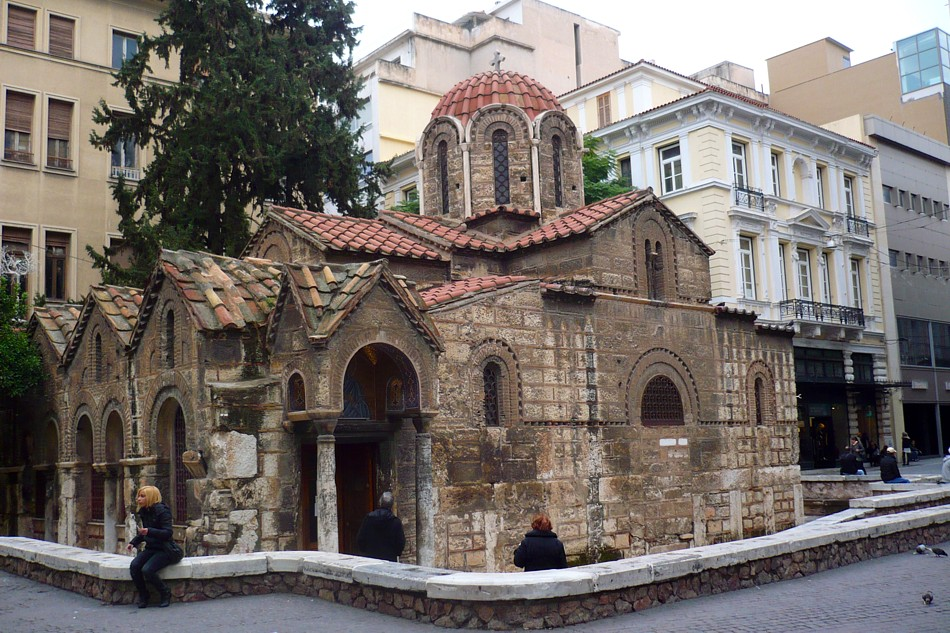
Biserica bizantină Panaghia Kapnikarea.

Una dintre cele mai vechi biserici din Atena, biserica bizantină Panaghia Kapnikarea, se află într-o piațetă din secțiunea estică a străzii Ermou.
Sectiunea vestică a străzii, care a fost remodelată pentru Jocurile Olimpice din 2004, constituie sfârșitul Grand Promenade, o stradă pietonală aflată în jurul Acropolei, ce face parte din Proiectul de Unificare Arheologică a orașului.
Strada Ermou este înfrățită cu Strada Okurayama din Prefectura Kanagawa (Japonia) începând din 1 august 1988.

## Istoric
Strada Ermou a fost unul dintre primele drumuri proiectate în Atena modernă și una dintre principalele axe ale primului plan urbanistic al orașului realizat de arhitecții Kleanthis și Schaubert în 1833. În contrast cu secțiunea cuprinsă între Piața Syntagma și Strada Aiolou care este până în prezent o zonă utilizată pentru comerțul cu amănuntul, servicii publice, cafenele și hoteluri, precum și o zonă pietonală din 1997 (pietonizarea a început în 1996), secțiunea stradală cuprinsă între strada Agion Asomaton și strada Peiraios a avut legătură cu utilizarea în scop industrial a terenurilor de pe strada Peiraios în secolele al XIX-lea și al XX-lea, cu depozitele de mărfuri, cu punerea în funcțiune a căii ferate între Atena și Pireu și a șoselei ce leagă strada Peiraios și strada Iera Odos.

### Remodelarea stradală din 2003
Pentru a îmbunătăți imaginea zonei și a extinde situl arheologic de la Kerameikos pentru a-l integra în viața orașului, secțiunea de la strada Agion Asomaton către strada Piraios a fost remodelată într-o zonă pietonală ca parte a proiectului Grand Promenada, care este subsumat activității generale de unificare a siturilor arheologice din Atena. Remodelarea a fost începută de Unificarea Siturilor Arheologice din Atena S.A. în ziua de 9 iulie 2003, iar acum secțiunea constituie sfârșitul Grand Promenada care începe de la Stadionul Panathinaikos (Bulevardul Vasilissis Olgas) și continuă pe străzile Dionysiou Areopagitou și Agiou Pavlou.

## Intersecții
Cel mai mari intersecții de la vest la est:
- Strada Peiraios
- Agion Asomaton (Piața Agion Asomaton)
- Strada Athinas
- Strada Aiolou
- Strada Filellinon (Piața Syntagma)